# Dubivka, Trosteaneț
Dubivka (în ucraineană Дубівка) este un sat în comuna Torkanivka din raionul Trosteaneț, regiunea Vinnița, Ucraina.

## Demografie
Componența lingvistică a localității Dubivka
     Ucraineană (96,15%)
     Belarusă (3,85%)
Conform recensământului din 2001, majoritatea populației localității Dubivka era vorbitoare de ucraineană (96,15%), existând în minoritate și vorbitori de belarusă (3,85%).